# Один
О́дин (др.-сканд. Óðinn [ˈoːðenː], в общегерманской традиции Во́тан, прагерм. *Wōđanaz или *Wōđinaz) — широко почитаемое германское божество, верховный бог в германо-скандинавской мифологии, отец и предводитель асов, сын Бора и Бестлы, внук Бури.
Один предстаёт как бог войны и победы, поэзии (преимущественно скальдической), шаманских ритуалов. Он описывается как обладающий великой мудростью, тайными знаниями и поэтическим искусством, покровительствующий воинам и военной аристократии. Является хозяином Вальгаллы и повелителем валькирий, собирает павших воинов у себя в чертоге, разделяя их с богиней Фрейей. Супруга — богиня Фригг.
В соответствии с германо-скандинавскими эсхатологическими мифами, в день Рагнарёка Один будет убит чудовищным волком Фенриром.

## Этимология

### Упоминания в источниках
Имя древнескандинавского бога Одина (др.-исл. Óðinn [ˈoːðenː]) происходит от реконструированного протогерманского имени *Wōðanaz или *Wōdunaz. Древнеисландское имя Одина встречается в широком корпусе древнеисландских источников, саг и произведений скальдической поэзии различных временных периодов, а также на фрагменте черепа Рибе в рунической форме «ᚢᚦᛁᚾ».
В древнеисландских письменных памятниках приводятся как полные мифологические сюжеты о боге Одине и связанных с ним персонажах и событиях, так и краткие сведения о функциях и свершениях бога Одина. Имя Одина широко представлено в древнеисландских сагах: о нём упоминают герои саг, используют соответствующие кеннинги, включающие имя бога Одина или другие его имена, в некоторых сагах («Сага о Вёльсунгах») Один появляется сам как один из героев произведения.
Имя Одина нередко появляется в скальдической поэзии, образуя кеннинги или являясь разгадкой того или иного метафорического описания. Наряду с основным именем Одина в поэзии встречаются и другие имена бога.

### Происхождение имени
Древнеисландское имя Один (др.-исл. Óðinn) является родственным другим раннесредневековым германским именам, используемым для обозначения данного божества в других германских культурах и традициях. Родственными древнеисландскому признаются имена др.-англ. Wōden, др.-сакс. Wōdan, др.-нидерл. Wuodan, др.-в.-нем. Wuotan (др.-бав. Wûtan), которые выводятся из прагерм. *Wōðanaz. Прагерманская форма имени обычно переводится как «повелитель безумия» или как «предводитель одержимых, безумных» и происходит, в свою очередь, от прагерм. *wōðaz «одержимый, вдохновленный, безумный, находящийся в исступлении, неистовый, яростный» и словообразующего суффикса *-naz «обладающий чем-либо, повелитель чего-либо, мастер чего-либо». Об этом говорит и Стеблин-Каменский, выводя имя Одина от слова др.-исл. óðr, которое имело значение «бешеный», а также «дух, поэзия». Неслучайно Один покровительствует ещё и поэтам, и с ним связан миф о возникновении самой поэзии.
От прагерманского термина *wōðaz происходят многие слова в других германских языках: др.-исл. óðr «мысль; поэзия, песня; ум, разум, остроумие», также óðr — «бешеный, неистовый, яростный» в качестве прилагательного, др.-англ. wōd «безумный, неистовый, яростный» и wōþ «звук, шум; голос, песня», гот. woþs «одержимый», др.-в.-нем. wuot «трепет, дрожь, сильное возбуждение», др.-нидерл. woet «ярость, неистовство, исступление». Данные термины также соотносятся с прагерманским и древнеисландским именем бога Одина и этимологией его имени. Реконструируются также прагерм. *wōðīn «безумие, ярость» и *wōðjanan «впадать в ярость, свирепствовать».
Прагерманский термин прагерм. *wōðaz происходит от более древней реконструированной формы *uoh₂-tós, которая связывается с протокельтскими словами *wātis «предсказатель, провидец, пророк» (ср. галл. wāteis, др.-ирл. fáith «пророк») и *wātus «пророчество; поэтическое вдохновение» (ср. др.-ирл. fáth «пророческая мудрость», др.-валл. guaut «пророческий стих; торжественная хвалебная речь»). Стеблин-Каменский отмечает, что лат. vātēs «пророк» также соотносится с др.-исл. óðr и восходит вместе с ним к более древнему общему источнику. По мнению других исследователей, латинский термин является кельтским заимствованием из галльского языка; следовательно, *uoh₂-tós ~ *ueh₂-tus «вдохновлённый богом» считается общим германо-кельтским религиозным термином, а не словом праиндоевропейского происхождения. При условии исключения версии заимствования термин *(H)ueh₂-tis «пророк, провидец» может быть установлен как общий предок германских, кельтских и латинских слов.
Все лингвистические и филологические свидетельства указывают на воплощённые в образе божества идеи божественной одержимости и вдохновения, а также идеи экстатического, сверхъестественного провидения будущего. Нередко исследователи сравнивают фигуру бога Одина с богом Одом (др.-исл. Óðr), который назван мужем богини Фрейи.
Значение имени Ода схоже — оно приводится Стеблин-Каменским как «исступление, поэзия» и «бешеный», а имя «Один», по оценке исследователя, — производное от этого слова, в связи с чем Один был своеобразным двойником Ода, и, вероятно, оттеснил более древнее божество на задний план. Бог Од признаётся исследователями более древним, культ которого был практически забыт и вытеснен более воинственным культом Одина: в древнеисландских текстах рассказывается о том, что Од отправился в дальние странствия, и не возвратился из них домой (что с ним произошло, неизвестно из источников), и Фрейя часто вспоминает о нём; данный сюжет также указывает на вытеснение культа данного божества. Филолог Я. де Фрис утверждал, что божества Один и Од, вероятно, были изначально связаны и представлялись как пара божеств, причём Од был более древним божеством и стал источником имени Один.

### Имена Одина
Один имеет множество имён, которые приводятся в различных древнеисландских источниках. Значительная часть имён Одина приводится в Старшей и Младшей Эддах. В Старшей Эдде описывается 54 имени бога, а всего имён Одина намного больше пятидесяти. Имена Одина обычно отражают его различные атрибуты, свойства, и отсылают к мифам, связанным с ним, а также к соответствующим религиозным практикам, которые также были связаны с культом Одина. По этой причине Один — скандинавское божество с наиболее известными именами среди германских народов.
Статус Одина как верховного бога также оказал некоторое влияние на возникновение других его имён, которые, возможно, были не только связаны с мифами, но и распространены в ограниченной местности и не были известны за её пределами. Отмечается, что у многих верховных богов имелось большое количество имён — к примеру, тысяча имён верховного индийского бога Вишну, приводимые в «Вишну-сахасранаме».
Некоторые имена бога намекают на его одноглазость, длинную седую бороду, низко надвинутую войлочную шляпу, тем самым представляя описание его облика, понятное для слушателей того времени; другие описывают его воинственность, мудрость, коварство, изменчивость и многоликость, его искусность в колдовстве. Некоторые подтверждают его значение для общества древних скандинавов, называя Всеотцом (др.-исл. Alfǫðr). Отмечается, что значение некоторых имён Одина неясно или спорно. Неясны и некоторые мифы, связанные с именами Одина (к примеру, пребывание Одина у Асмунда и Сёккмимира, таскание саней), поскольку данные сюжеты не сохранились в существующем комплексе древнескандинавской мифологии.

## Род Одина

### Происхождение
Один, а также его братья Вили и Ве, были сыновьями Бора и Бестлы. Бор был сыном Бури, которого вылизала языком изо льда корова Аудумла, в свою очередь, возникшая от смешения пламени Муспельхейма и холода Нифльхейма. Бестла, мать Одина, была дочерью Бёльторна, предположительно сына Имира, который возник таким же образом, каким и Аудумла.

### Сыновья и потомки
Сыновьями Одина от его жены Фригг были Бальдр, Хёд, Хермод.
Но у Одина имеется множество детей-богов от разных матерей. К ним относятся:
- От Ёрд (Фьёргюн): Тор.
- От Ринд: Вали (Бой).
- От Грид: Видар.
- От «девяти матерей»: Хеймдалль.
- От Гуннхольд: Браги.
- От сестры Гимира: Тюр.

У Одина были также и сыновья, которые считаются родоначальниками разных династий. Большая их часть — люди. Некоторые из них:
- Сиги — родоначальник Вёльсунгов, королей гуннов;
- Сэминг — родоначальник Сэмингов, королей Норвегии;
- Гаути — родоначальник королей готов;
- Сирглами — родоначальник конунгов Гардарики (Руси);
- Векта — родоначальник Веттинов, королей Саксонии, Кента и Берниции;
- Белдег — родоначальник королей Вестфалии, Дейры и Уэссекса;
- Витлег или Веотульгеот[26] — родоначальник королей Мерсии;
- Касере — родоначальник королей Восточной Англии;
- Винта — родоначальник королей Линдисфарна.
- Сакснеат — родоначальник королей Эссекса.

## Имя

### Этимология и происхождение
Древнескандинавский теоним Óðinn (рунический ᚢᚦᛁᚾ на фрагменте черепа из Рибе) является родственным другим средневековым германским именам, включая древнеанглийское Wōden, древнесаксонское Wōdan, древнеголландское Wuodan и древневерхненемецкое Wuotan (Старобаварский Wûtan). Все они происходят от реконструированного протогерманского теонима мужского рода *Wōđanaz (или *Wōdunaz). *Wōđanaz, переводимое как «повелитель безумия» или «предводитель одержимых», происходит от протогерманского прилагательного *wōđaz («одержимый, вдохновленный, бредящий, бушующий»), присоединенного к суффиксу *-naz («повелитель одержимости»).

### Другие имена
Записано более 170 имён Одина; имена по-разному описывают атрибуты бога, относятся к мифам или к религиозным обрядам, связанным с ним. Среди богов у Одина было больше всего эпитетов и имён у германских народов. Профессор Стив Мартин указывал, что название Одинсберг (Оунсберри, Оунсберри, Отенбург) в Кливленде (Йоркшир), теперь преобразованное в Роузберри (Топпинг), может происходить со времён поселений англов, учитывая, что названия соседних Ньютона-андер-Роузберри и Грейт-Эйтона также содержат англосаксонские суффиксы. Связь находящейся рядом скалистой вершины с богами напрашивалась и, возможно, заменила там верования бронзового/железного веков, учитывая, что на вершине были закопаны бронзовые вотивные топоры и другие предметы. Таким образом, это может быть редким примером скандинавско-германской теологии, вытеснившей более раннее кельтское язычество применительно к впечатляющему месту племенного поклонения.
В своем оперном цикле «Кольцо нибелунга» Рихард Вагнер называет бога Вотаном, получив это имя из сочетания древневерхненемецкого Wuotan с нижненемецким Wodan.

## Атрибуты

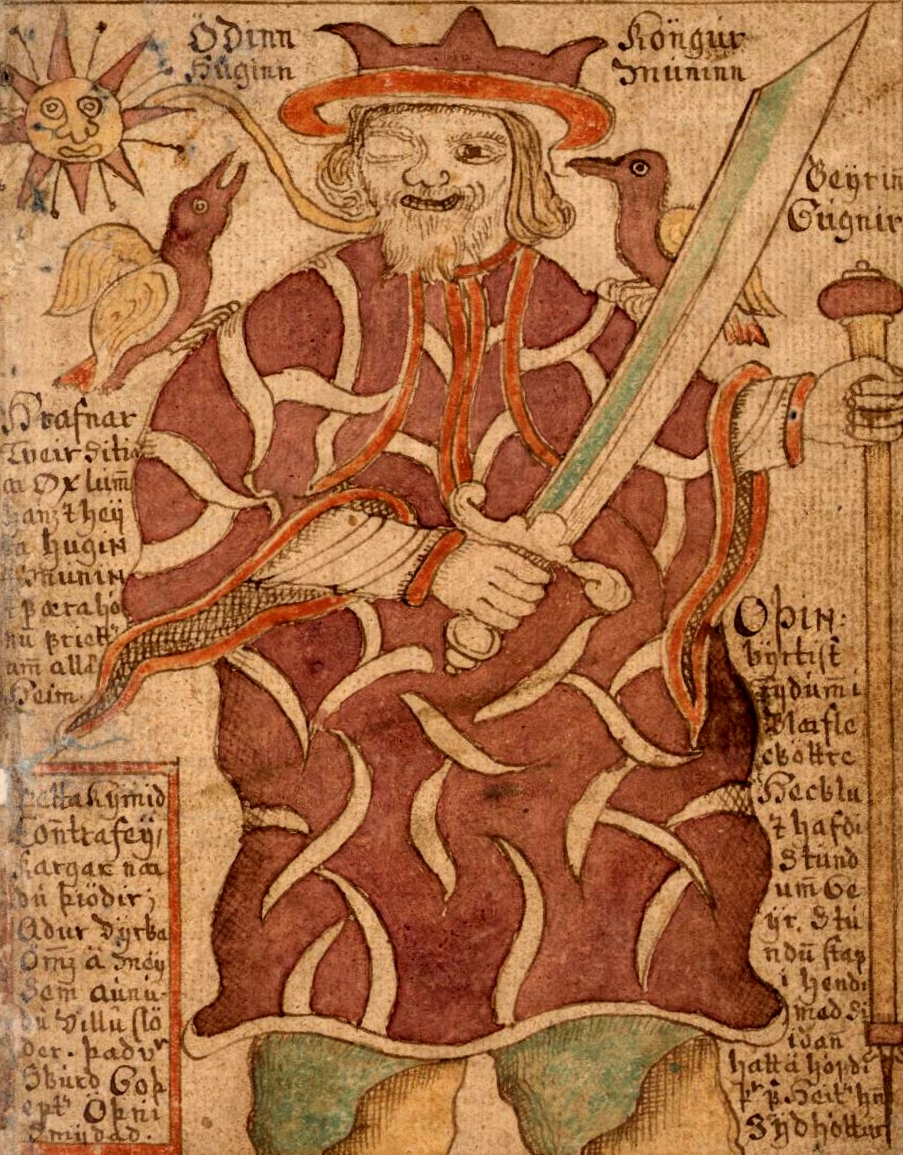
Один с во́ронами Хугином и Мунином

Спутники Одина — во́роны Хугин и Мунин («мыслящий» и «помнящий») и волки Гери и Фреки («жадный» и «прожорливый»), его ездовое животное — восьминогий конь Слейпнир (Sleipnir, «скользящий»). В Вальхалле Одину и его дружине, в которую входят лучшие воины эйнхерии, прислуживают валькирии — девы, определяющие судьбу воинов на поле битвы, выбирающие героев для Вальхаллы. Оружие Одина — копьё Гунгнир, которое никогда не пролетает мимо цели и поражает насмерть всякого, в кого попадает.

## Характеристика
О́дин одноглазый — оди́н свой глаз он отдал Мимиру, чтобы испить из источника мудрости. Подобное самопожертвование во имя мудрости — не редкость для Одина. В частности, чтобы постичь силу рун, он, принеся самого себя в жертву, девять суток провисел на стволе ясеня Иггдрасиля, прибитый к нему своим же копьём Гунгнир.
Будучи мастером перевоплощений, Один часто является людям в различных образах. Чаще всего — в образе старца в синем плаще и войлочной шапке, в сопровождении двух воронов или двух волков, вооружённый копьём. Считалось, что под видом бедного странника или уродливого карлика он бродит по свету, и плохо будет тому, кто, забыв законы гостеприимства, оттолкнёт его от своего порога. Жители Скандинавии верили, что он часто объезжает на своём коне землю или, невидимый для людей, принимает участие в их сражениях, помогая достойнейшим одержать победу.
Вероятно, Один не нуждался в пище — ряд источников (в частности, «Сага об Олафе Святом») намекает на то, что он никогда не ест, а живёт лишь тем, что пьёт мёд, брагу или вино. В Младшей Эдде («Видение Гюльви») Снорри Стурлусон пишет «О еде эйнхериев и Одина»:
| Þá mælti Gangleri: «Hvárt hefir Óðinn þat sama borðhald sem einherjar?» Hárr segir: "Þá vist, er á hans borði stendr, gefr hann tveim úlfum, er hann á, er svá heita, Geri ok Freki. En enga vist þarf hann: Vín er honum bæði drykkr ok matr. Svá segir hér: | Тогда Ганглери спросил: «А сам Один, ест ли он одну пищу с эйнхериями?» Высокий говорит: "Всю еду, что стоит у него на столе, он бросает двум волкам — они зовутся Гери и Фреки и не нужна ему никакая еда. Вино — вот ему и еда и питье. Так здесь говорится: |
| древнеисландский текст | перевод О. А. Смирницкой |

И приводит строки, которые также присутствуют в Старшей Эдде в «речах Гримнира»:
| Gera ok Freka seðr gunntamiðr, hróðigr Herjaföður; en við vín eitt vápngöfigr Óðinn æ lifir. | Гери и Фреки кормит воинственный Ратей Отец; но вкушает он сам только вино, доспехами блещущий. |
| древнеисландский текст                                                                       | перевод О. А. Смирницкой                                                                        |

Во время зимних бурь Один в сопровождении погибших в боях проносится в небе. Эти выезды носят название «дикой охоты».

## Имена Одина
В скандинавской средневековой литературе Один выступает под множеством имён и прозвищ. Это связано с традициями скальдической поэзии, где приняты поэтические синонимы — хейти и непрямые упоминания о предмете — кеннинги. Вот некоторые из имён Одина — Alföðr (Альфёдр — «всеотец»), Ygg (Игг — «страшный»), Hár (Хар — «высокий»), Veratýr (Вератюр — «повелитель людей»), Bölverkr (Бёльверк — «злодей»).
Перечень имён Одина приводится в Старшей Эдде в одной из глав «Речи Гримнира»:
| 45 Лик свой открыл я асов сынам, близко спасенье; скоро все асы собраны будут за Эгира стол, на Эгира пир.                                                      | Svipum hef ek nú yppt fyr sigtíva sonum, við þat skal vilbjörg vaka; öllum ásum þat skal inn koma Ægis bekki á, Ægis drekku at.                                                       |
| 46 Звался я Гримнир, звался я Ганглери, Херьян и Хьяльмбери, Текк и Триди, Туд и Уд, Хар и Хельблинди.                                                          | Hétumk Grímnir, hétumk Gangleri, Herjann ok Hjálmberi, Þekkr ok Þriði, Þuðr ok Uðr, Herblindi ok Hár.                                                                                 |
| 47 Сад и Свипаль, и Саннгеталь тоже, Бильейг и Бальейг, Бёльверк и Фьёльнир, Хертейт и Хникар, Гримнир и Грим, Глапсвид и Фьёльсвид.                            | Saðr ok Svipall, ok Sanngetall, Herteitr ok Hnikarr, Bileygr, Báleygr, Bölverkr, Fjölnir, Grímr ok Grímnir, Glapsviðr ok Fjölsviðr.                                                   |
| 48 Сидхётт, Сидскегг, Сигфёд, Хникуд, Альфёд, Вальфёд, Атрид и Фарматюр; с тех пор как хожу средь людей, немало имён у меня.                                    | Síðhöttr, Síðskeggr, Sigföðr, Hnikuðr, Alföðr, Valföðr, Atríðr ok Farmatýr. Einu nafni hétumk aldregi, síz ek með fólkum fór.                                                         |
| 49 Гримнир мне имя у Гейррёда было и Яльк у Асмунда, Кьялар, когда сани таскал; Трор на тингах, Видур в боях, Оски и Оми, Явнхар и Бивлинди, Гёндлир и Харбард. | Grímnir mik hétu at Geirrøðar, en Jálk at Ásmundar, en þá Kjalar, er ek kjálka dró; Þrór þingum at, Viðurr at vígum, Óski ok Ómi, Jafnhár ok Biflindi, Göndlir ok Hárbarðr með goðum. |
| 50 У Сёккмимира я был Свидур и Свидрир, старого ётуна перехитрил я, Мидвитнира сына в схватке сразив.                                                           | Sviðurr ok Sviðrir er ek hét at Sökkmímis, ok dulðak ek þann inn aldna jötun, þá er ek Miðvitnis vark ins mæra burar orðinn einbani.                                                  |

## Мёд поэзии
В Младшей Эдде рассказывается о том, как Один при помощи коварства добыл священный напиток — мёд поэзии, источник жизненного обновления. Асы и ваны заключили мир после войны богов, смешали свою слюну в сосуде и сделали из неё мудрого карлика Квасира. Другие карлики убили Квасира и смешали его кровь с мёдом, получив мёд поэзии. Но им пришлось отдать этот мёд великанам (турсам) в качестве выкупа. Великан Суттунг спрятал мёд в скале и велел своей дочери сторожить напиток. Один проник в скалу: просверлив отверстие с помощью бурава, он превратился в змею и влез в него. Он соблазнил стража-великаншу, которая и дала ему выпить мёд. Тогда в облике орла Один возвратился в Асгард и принёс асам мёд поэзии; по дороге он расплескал часть мёда из клюва и люди, испившие его, стали скальдами, но часть мёда Один проглотил, и то, что вышло с другой стороны, досталось бездарным поэтам.

## Один в скандинавском эпосе и летописях
Самые ранние записи германских народов были записаны римлянами, и в этих работах часто упоминается Один — посредством процесса, известного как interpretatio romana (при котором характеристики, которые римляне считают схожими, приводят к отождествлению не-римского бога с римским божеством) — как римский бог Меркурий. Первый яркий пример этого происходит в романе историка Тацита, написанном в конце I века в Германии, где, говоря о религии свевов (конфедерации германских народов), он комментирует, что «среди богов Меркурий является тем, кому они главным образом поклоняются. Они считают религиозным долгом предлагать ему в определённые дни людей, а также других жертв. Геркулеса и Марса они успокаивают приношениями животных из разрешенных видов» и добавляет, что часть свевов также почитает «Изиду». В этом случае Тацит называет бога Одина «Меркурием», Тора — «Геркулесом», Тира — «Марсом», а идентификация «Изиды» свевов под вопросом.
Энтони Бирли отметил, что очевидная идентификация Одина с Меркурием не имеет ничего общего с классической ролью Меркурия быть посланником богов, но, похоже, происходит из-за его роли психопомпа. Другие современные доказательства также могли привести к сравнению Одина с Меркурием; Один, как и Меркурий, в это время, возможно, уже был изображен с посохом и шляпой, мог считаться богом-торговцем, и они двое могли рассматриваться как параллели в своих ролях, будучи странствующими божествами. Но их ранжирование в соответствующих религиозных сферах могло быть совсем другим. Кроме того, фраза Тацита, что «среди богов Меркурий — тот, которому они в основном поклоняются» является точной цитатой из Commentarii de Bello Gallico Юлия Цезаря (I век до н. э.), в котором тот имеет в виду галлов, а не германские народы. Что касается германских народов, то Цезарь заявляет: «Они считают, что боги — это только те, кого они могут видеть, Солнце, Огонь и Луна», но ученые отвергают это мнение как явно ошибочное, независимо от того, что могло привести к этому утверждению.
В XI веке летописец Адам Бременский в комментариях к своей книге Gesta Hammaburgensis Ecclesiae Pontificum записал, что статуя Тора, которую Адам называет «могущественной», восседает на троне в храме в Упсале в окружении Водана (Одина) и Фрейра. Что касается Одина, Адам определяет его как «яростный» (Wodan, id est furor) и говорит, что он «управляет войной и даёт людям силы против врага» и что люди в храме изображают его в доспехах подобно тому, «как изображают наши люди Марс». Согласно Адаму, народ Упсалы назначил священников (готи) каждому из богов, а во время войны приносились жертвы изображениям Одина

В XII веке, спустя столетия после того, как Норвегия была «официально» христианизирована, население по-прежнему призывало Одина, о чём свидетельствует палка с руническим посланием, найденная среди бриггенских надписей в Бергене (Норвегия). На палочке и Тор, и Один призваны на помощь; Тора просят «принять» читателя, а Одина «завладеть» им.
Мифы, записанные в 1200-х гг. Снорри Стурлусоном, описывают жизнь асов и их переселение в Скандинавию из Великой (или Холодной) Svíþjoð («Швеции», считается что из-за созвучия на исландском возникла путаница со Скифией), через которую протекает река Ванаквисль (Танаис). В устье этой реки была страна ванов, с которыми люди Одина сначала вели войну, но потом заключили мир. Стороны обменялись заложниками, Ньерда, Фрейра и Фрейю, заложников ванов, Один сделал жрецами. Согласно Эддам, Один имел владения в Азии (на востоке от реки Танаис, также «в стране турок» на юг от горного хребта, служащего границей страны (возможно, Уральских гор). Переселился в Данию, оставив править в Асгарде братьев Ве и Вили. Править страной саксов поставил троих сыновей: Вегдег в восточной стране саксов, Бельдег (или Бальдр) в Вестфалии, Сиги (родоначальник рода Вольсунгов) в земле франков. Дальше Один пошёл в страну Рейдготланд (Ютландия) и сделал её правителем своего сына Скьёльда (от которого род Скьёльдунгов, датских конунгов). Затем Один достиг Швеции, где его радушно встретил правитель Гюльви, и основал Сигтун. Затем он поехал на север и поставил править Норвегией сына Сэминга, родоначальника норвежских конунгов, ярлов и других правителей. А с собою Один взял сына Ингви, конунга Швеции, основателя рода Инглингов. Внук Одина Фроди правил Данией (тогда называемой «Страной готов») во времена жизни императора Августа при рождении Христа. Согласно Эдде асы, потомки Одина, расселившись по Стране Саксов, принесли туда древний язык из Азии.
Знаменитый путешественник и антрополог Тур Хейердал выдвинул теорию, что Один, князь Асгарда, был реальной исторической личностью, который жил на рубеже нашей эры в Приазовье в городе Танаис и переселился в Скандинавию со своим народом (асы) из-за давления римлян. Археологические раскопки Хейердала в данной местности обнаружили «три пряжки, принадлежавшие средневековым викингам». Эта теория встретила резкую критику среди ученых и была признана ненаучной из-за избирательного использования источников и пренебрежения научным методом. Происхождение слова «асы» от одноимённого названия племени асов-алан очень вероятным считал историк Г. В. Вернадский.
Профессор археологии Лотте Хедеагер приводит аргументы в пользу того, что образ Одина в скандинавских сагах, в частности в Саге об инглингах, сложился в результате слияния образов божества древних германцев Вотана и Аттилы под воздействием экспансии гуннов. Об этом может говорить ряд совпадений в мифологической биографии Одина и Аттилы, путь завоеваний в эпосе, похожий на перемещения гуннов в IV—VI веках, значительная роль провидцев и шаманов у гуннов с функциями аналогичными действиям Одина, а также эволюция изображений верховного божества на археологических находках того времени.
Множество параллелей в германском фольклоре проводится между Санта-Клаусом и Одином. Поскольку много этих элементов не относятся к христианству, есть теории относительно языческого происхождения множества рождественских традиций праздника, происходящего из районов, где германцы были христианизированы и сохранили свои первобытные традиции, выжившие во множестве форм и превратившиеся в современное изображение Санта Клауса.

## Среда — день Одина
Имя Одина-Вотана восходит к древнегерманскому корню -wut- (букв. «неистовство», «буйство», «бушевать», «воинственный»). Языковеды и историки культуры пришли к заключению об изначальном единстве религиозных представлений древних германцев, почитавших одних и тех же богов. Свидетельством этого стали названия дней недели. Переняв от римлян семидневную неделю, германцы, как пишет М. Элиаде, заменили названия дней именами своих божеств. Одину досталась среда, у римлян — «день Меркурия», dies Mercuri, а у древних германцев — «день Одина (Водена)»: Wuotanestac (древневерхненемецкий), Wednesday (английский), Woensdag (нидерландский), Odinnsdagr (древнескандинавский) и др. Так что правильнее говорить не о том, что древние римляне отождествляли Одина с Меркурием, а о том, что древние германцы восприняли римского бога Меркурия в отождествлении с понятным им образом грозного божества войны — Одином.